# Java Community Process
Java Community Process (JCP) - сформований у 1998 році формальний процес, який дозволяє зацікавленим особам брати участь у формуванні майбутніх версій специфікацій платформ мови Java.

## JSR
Основа JCP - так звані JSR (Java Specification Request / Запит на Специфікацію Java), формальні документи, що описують специфікації і технології, які пропонується додати до Java-платформи.
Розробка JSR включає наступні кроки:
- Запит (Initiation). Специфікація пропонується членами спільноти, та шляхом голосування приймається Виконавчим Комітетом (JCP Executive Committee). У цей час JSR присвоюється номер.
- Чернетка для спільноти (Community Draft). Після прийняття JSR формується експертна група, яка розробляє першу чернетку специфікації. Цю чернетку виносяться на розгляд Виконавчого Комітету та членів спільноти. За підсумками обговорення виноситься рішення про те, переходити до наступної стадії, чи необхідно доопрацювати проект.
- Відкрита чернетка (Public Draft). Чернетка, яка дійшла до цієї стадії, викладається у вільний доступ, і будь-яка людина, що має доступ до мережі Інтернет, може розглянути її та висловити свою думку. Експертна група використовує ці відгуки для подальшого вдосконалення специфікації. Після цього допрацьована специфікація виноситься на голосування Виконавчого Комітету для остаточного затвердження. До того часу стають доступними Еталонна реалізація (reference implementation) і набір автоматичних тестів Technology Compatibility Kit (TCK).
- Підтримка (Maintenance). Остаточна версія специфікації, еталонної реалізації та TCK оновлюється по мірі надходження запитів на доопрацювання, уточнення і розширення. Деякі запити можуть вимагати перегляду специфікації експертною групою та випуску нової версії, або навіть формування нового JSR.

## Виконавчі комітети
Відповідно до основних цільових направлень, існують два Виконавчих комітети:
- ME - комітет для платформ із обмеженими можливостями (насамперед мобільних). Основна платформа - J2ME.
- SE/EE - займається платформами для настільних комп'ютерів (J2SE) та для серверів (J2EE).